# Adolphe Favre
Pour les articles homonymes, voir Favre.
Adolphe Alphonse Favre né à Lille le 1er mai 1808 et mort à Paris 2e le 16 janvier 1886, est un journaliste, poète, écrivain et auteur dramatique français.

## Biographie
Rédacteur en chef du journal satirique la Revue parisienne (1851), Adolphe Favre reste surtout connu pour être le promoteur du retour des cendres de Napoléon, qu'il demande au roi Louis-Philippe dans sa brochure L’Homme du rivage ou l’illustre tombeau.
Oublié de tous, il se donne la mort dans son appartement de la place de la Bourse en se tirant une balle de revolver dans la tempe.
Adolphe Favre est inhumé le surlendemain au cimetière du Père-Lachaise où son tombeau est toujours visible (67e division).

## Œuvres
Théâtre
- 1860 : Les Portraits-cartes, vaudeville en 1 acte, avec Paul Faulquemont, au théâtre de la Gaîté (13 décembre)
- 1861 : Le Colonel Chabert, ou la Femme à deux maris, drame en 5 actes, avec Paul Faulquemont, au théâtre Beaumarchais (17 janvier)
- 1861 : La Chasse à ma femme, vaudeville en 1 acte, avec Adolphe Stel, au théâtre Beaumarchais (14 septembre)[5]
- 1862 : Les Saxophones, vaudeville en 1 acte, au théâtre du Vaudeville (décembre)
- 1863 : Un monsieur qui a perdu son mouchoir, vaudeville en 1 acte, avec Adolphe Stel, au théâtre des Délassements-Comiques (30 juillet)
- 1863 : L’Orfèvre du Pont-au-Change, ou Paris en 1480, drame historique en 5 actes, avec Paul Faulquemont, au théâtre Beaumarchais (13 décembre)
- 1864 : Deux Clarinettes, opérette en 1 acte, avec Adolphe Stel, musique d'André Simiot, au théâtre des Bouffes-Parisiens (1er janvier)
- 1864 : Le Défaut de la cuirasse, comédie en 1 acte, au théâtre de la Porte-Saint-Martin (2 février)[6]
- 1864 : Les Métamorphoses de Bougival, vaudeville en 1 acte, avec Adolphe Stel, au théâtre des Délassements-Comiques (6 février)
- 1864 : Un martyr de la victoire, drame en 5 actes dont un prologue, avec Paul Faulquemont, au théâtre de Belleville (26 juin)
- 1865 : La Médaille, opérette en 1 acte, avec Édouard Montagne, musique de Gustave Canoby, au théâtre des Bouffes-Parisiens (16 février)
- 1866 : La Porte Saint-Denis (1672), drame en 5 actes, avec Auguste Villiers, au théâtre Beaumarchais (13 janvier)
- 1867 : Déborah, opéra-comique en 3 actes d'après Walter Scott, avec Édouard Plouvier, musique d'Adolphe Devin-Duvivier, au Théâtre-Lyrique impérial (14 janvier)
- 1867 : L'Enlèvement au bouquet, comédie-vaudeville en 1 acte, avec Adolphe Stel, au théâtre des Menus-Plaisirs (5 août))
- 1875 : Tristapatte et Duraflé, bouffonerie en 1 acte, au théâtre Cluny (17 juin).

Romans et nouvelles
- 1855 : Le Carrefour de la Croix, roman en 2 volumes
- 1856 : L'Amour et l'Argent, roman en 2 volumes
- 1859 : Le Capitaine des archers, roman
- 1859 : L’Œuvre du démon, roman
- 1865 : La Coupe maudite, roman
- 1867 : Nouvelles d'Adolphe Favre, Tome 1 : contient Le Bracelet de corail, Le Secret du cœur, Le Mariage au jardin, Le Doigt de Dieu, L'Anneau d'or, Monsieur Landroux, 1867
- 1868 : Nouvelles d'Adolphe Favre, Tome 2 : contient : Maître Guillaume, L'Épingle d'or, Le Cœur d'une paysanne, Le Pan de la robe, Le Bouquet de violettes
- 1881 : Comment meurent les femmes, roman posthume.

Poésies
- 1844 : Faisons-nous belle, poésie mise en musique (boléro) par Oscar Comettant
- 1852 : L'Amour d'un ange, recueil de poésies en 1 volume

Varia
- 1868 : Les Cendres de Napoléon et le Sénat[7].